# A világ történelme (Endrei)
Az Endrei Zalán szerkesztésében megjelent A világ történelme című mű egy magyar nyelvű, 6 kötetes világtörténelem, amely 1906 és 1908 között jelent meg.

## Leírás
A nagyközönség számára íródott, nagy alakú, aranyozott, szecessziós díszítéssel ellátott kötésű, több száz fekete–fehér és színes képpel illusztrált, fényezett papírra nyomott kötetek a «Globus» Műintézet és Kiadóvállalat R.-T. kiadásában Budapesten jelentek meg, és az ókori Kelet történetétől kezdve a jelenkorig (értsd a 20. század elejéig) 6 kötetben tárgyalták a világ történelmét áttekintve az ókori Hellasz, a Római Birodalom, a középkor, illetve az újkor időszakát. Az egyes kötetekben a szerkesztő felhasználta Victor Duruy, Fekten Károly, Grimme H., Heyck Ödön, Huber Alfonz, és Alfred Nicolas Rambaud műveit.
A mű érdekessége, hogy a 6 rész (a műben „kötet”) számozása nem esik egybe a 6 tényleges kötettel, azaz folytatólagosan átnyúlnak egyes részek több kötetbe, illetve egyes részek egyes kötetek közepén kezdődnek. A műnek nem létezik reprint kiadása.

## Kapcsolódó képek
A kötetek egész oldalas- és szövegképekkel gazdagon illusztrálva jelentek meg. Ebből mutat be a Wikipédia egy válogatást:

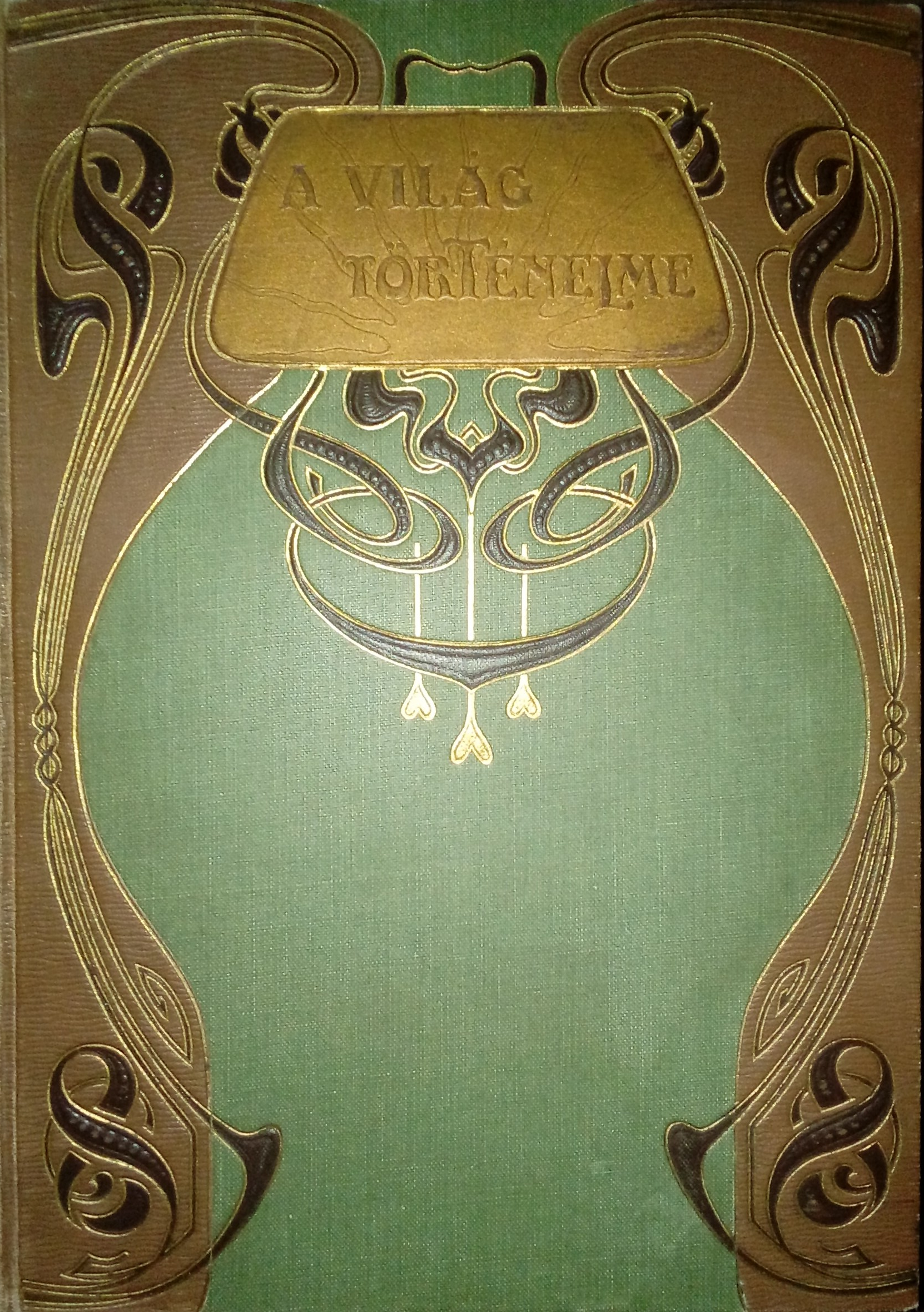
A kötetek igen díszes borítóval jelentek meg
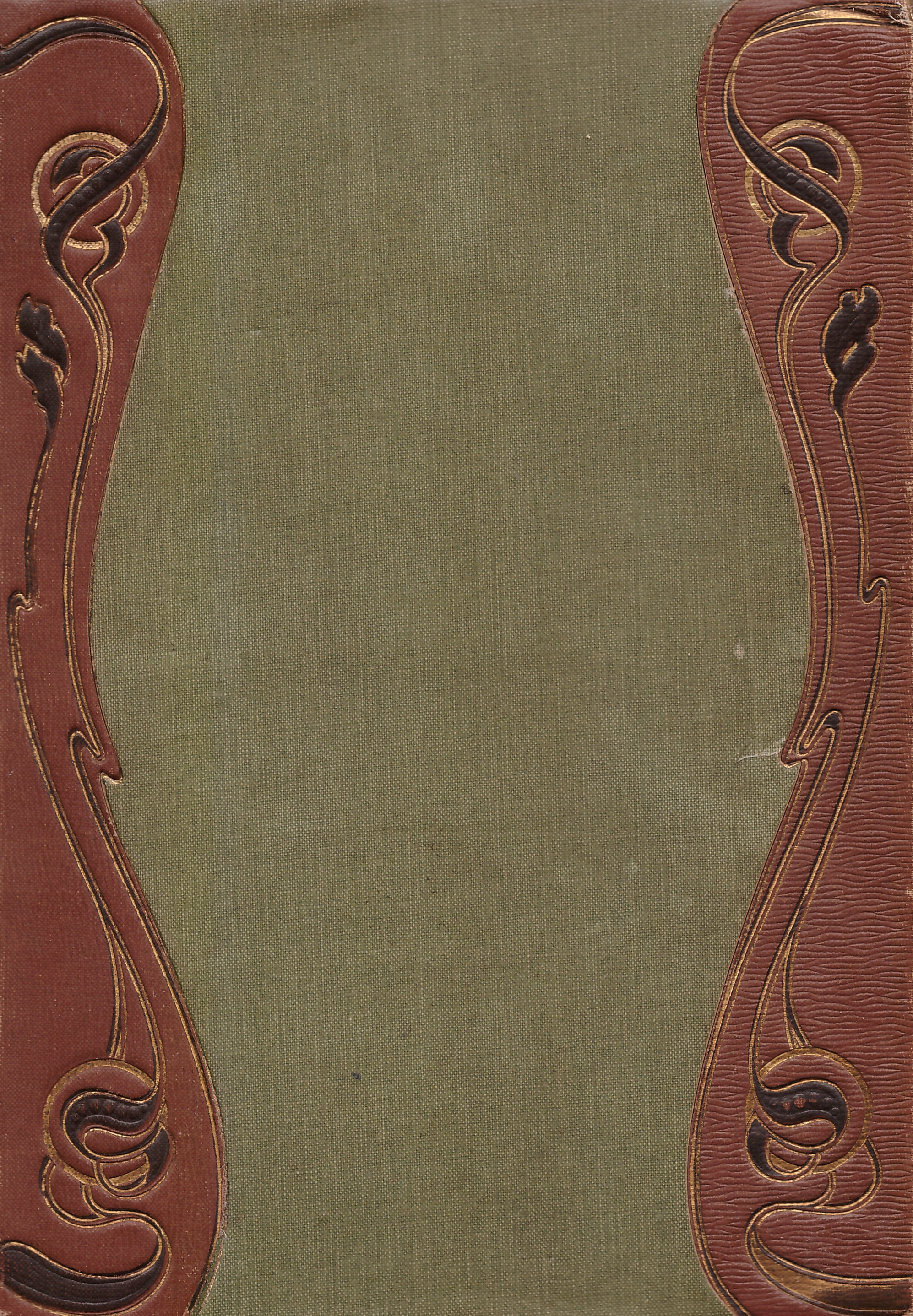
Hátsó borító
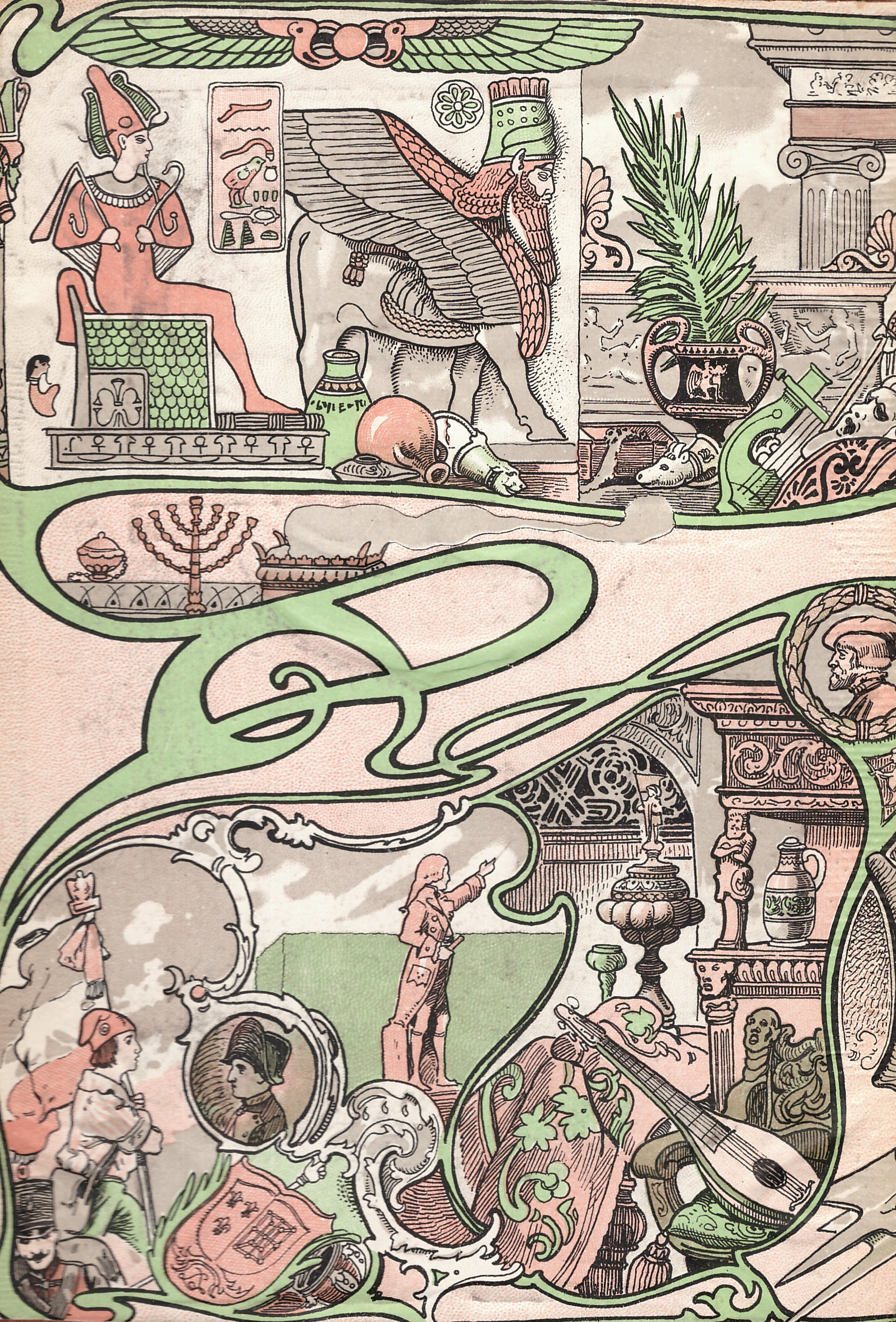
Színes előzéklap
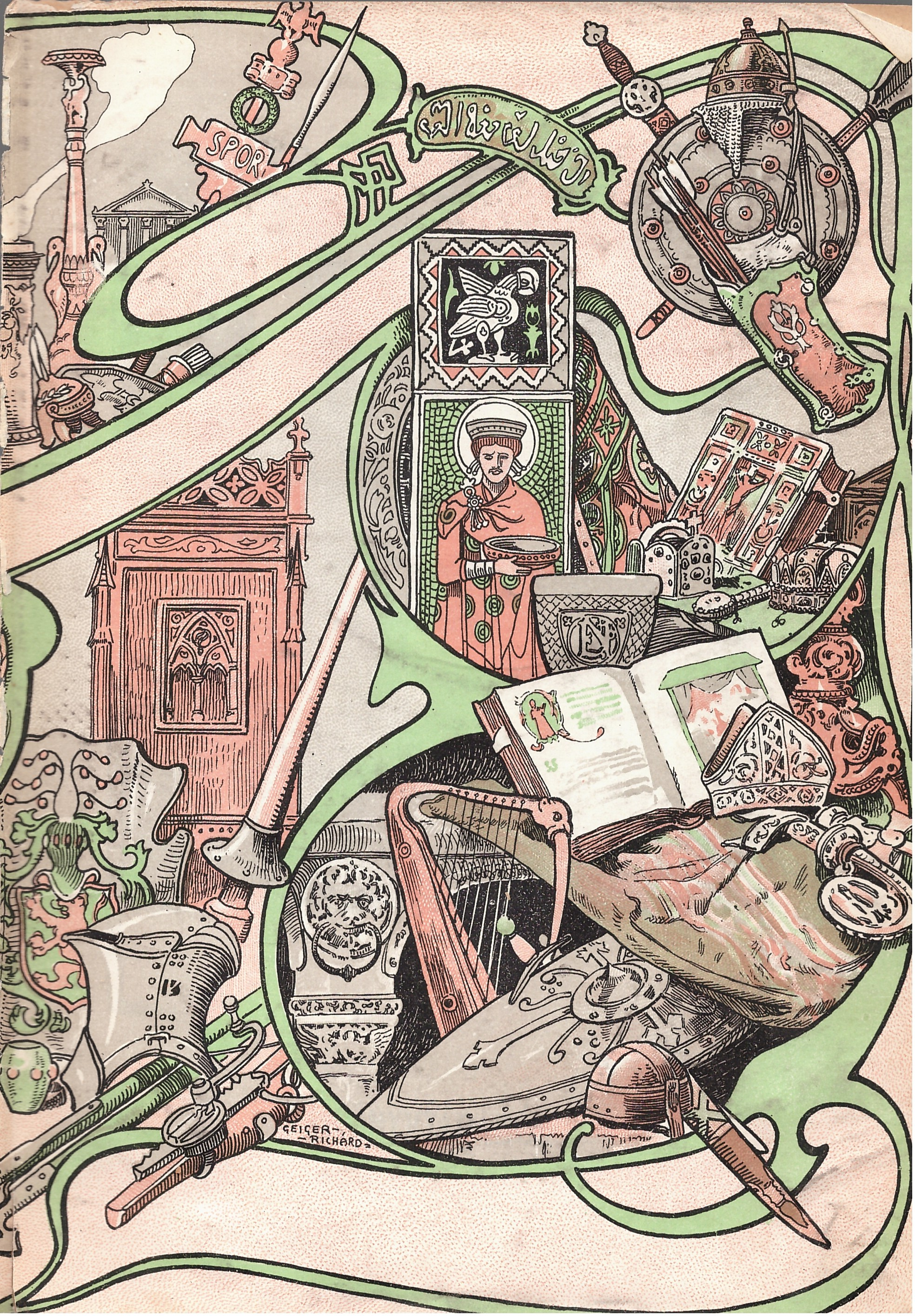
Színes előzéklap
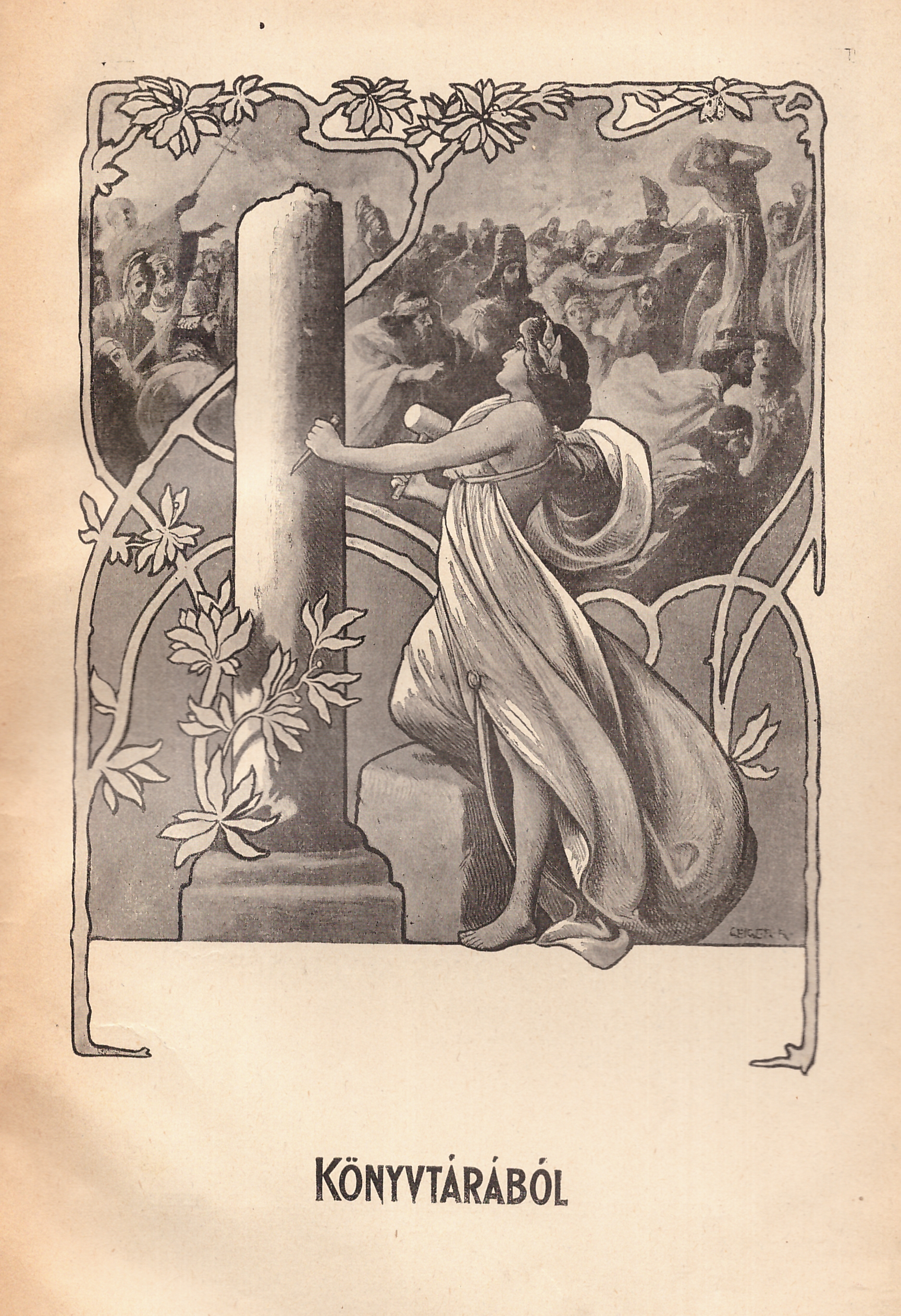
Tulajdonosi bejegyzésre szolgáló oldal
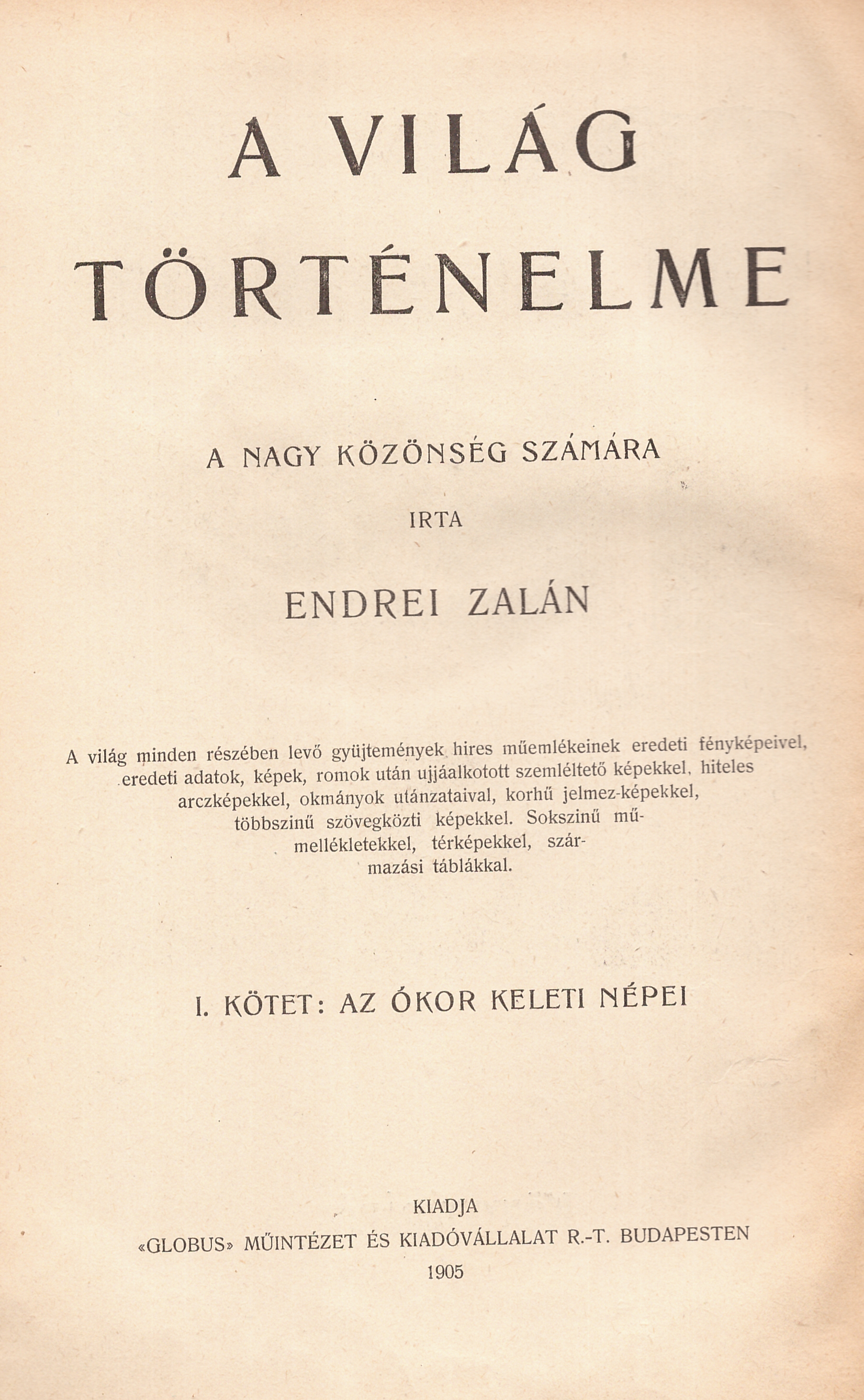
Sorozatjelzés
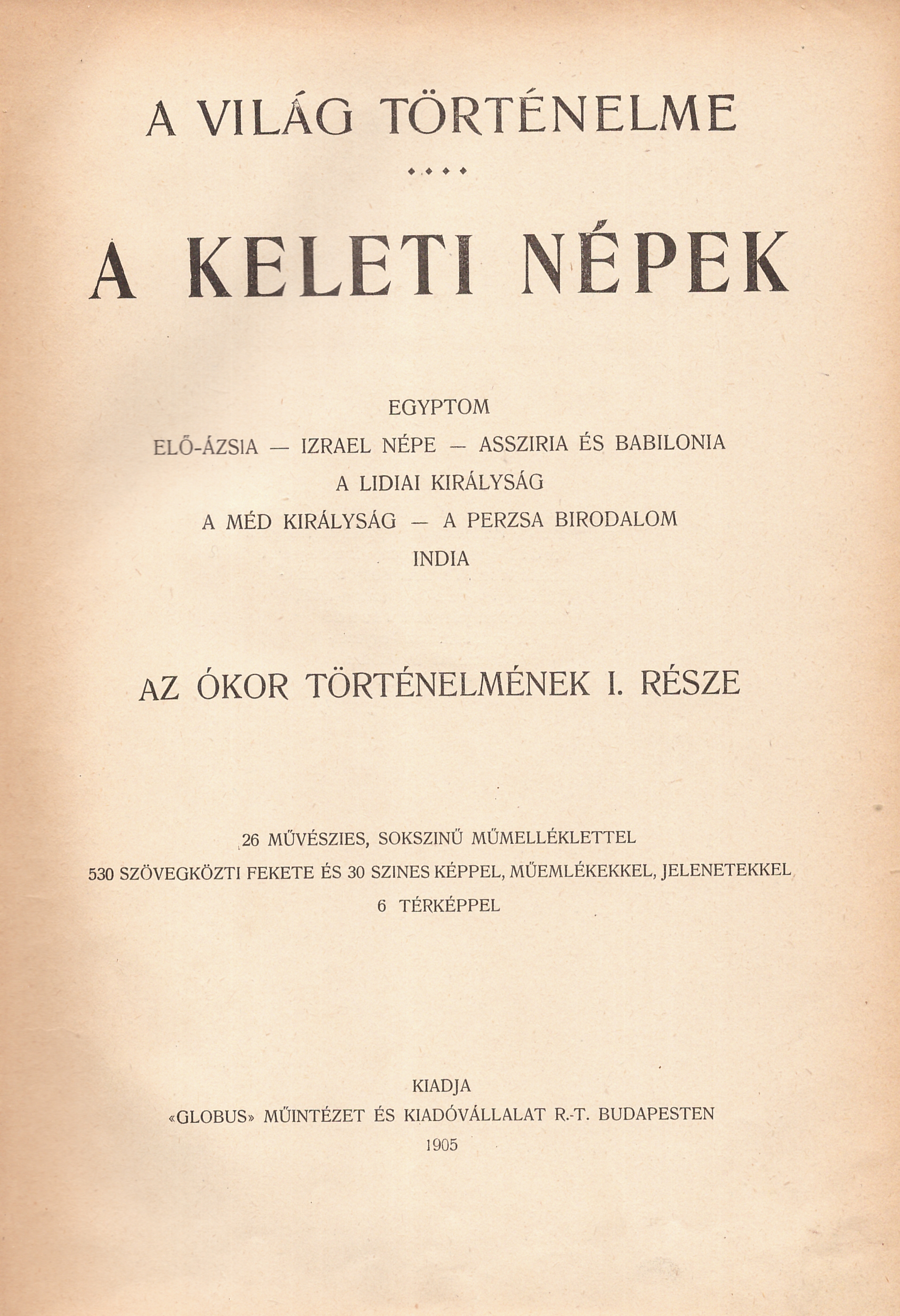
Címlap (I. kötet)
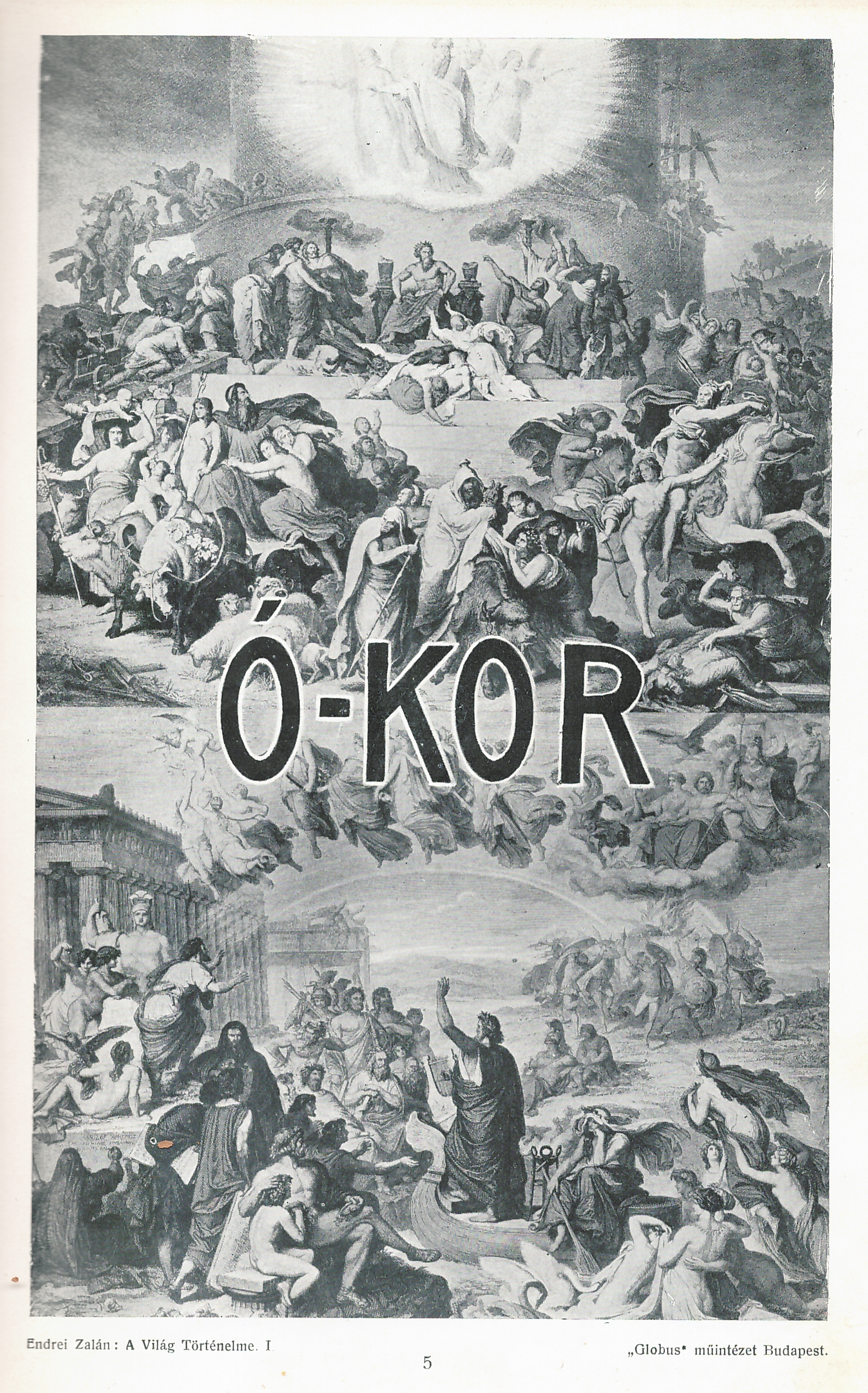
Második címlap
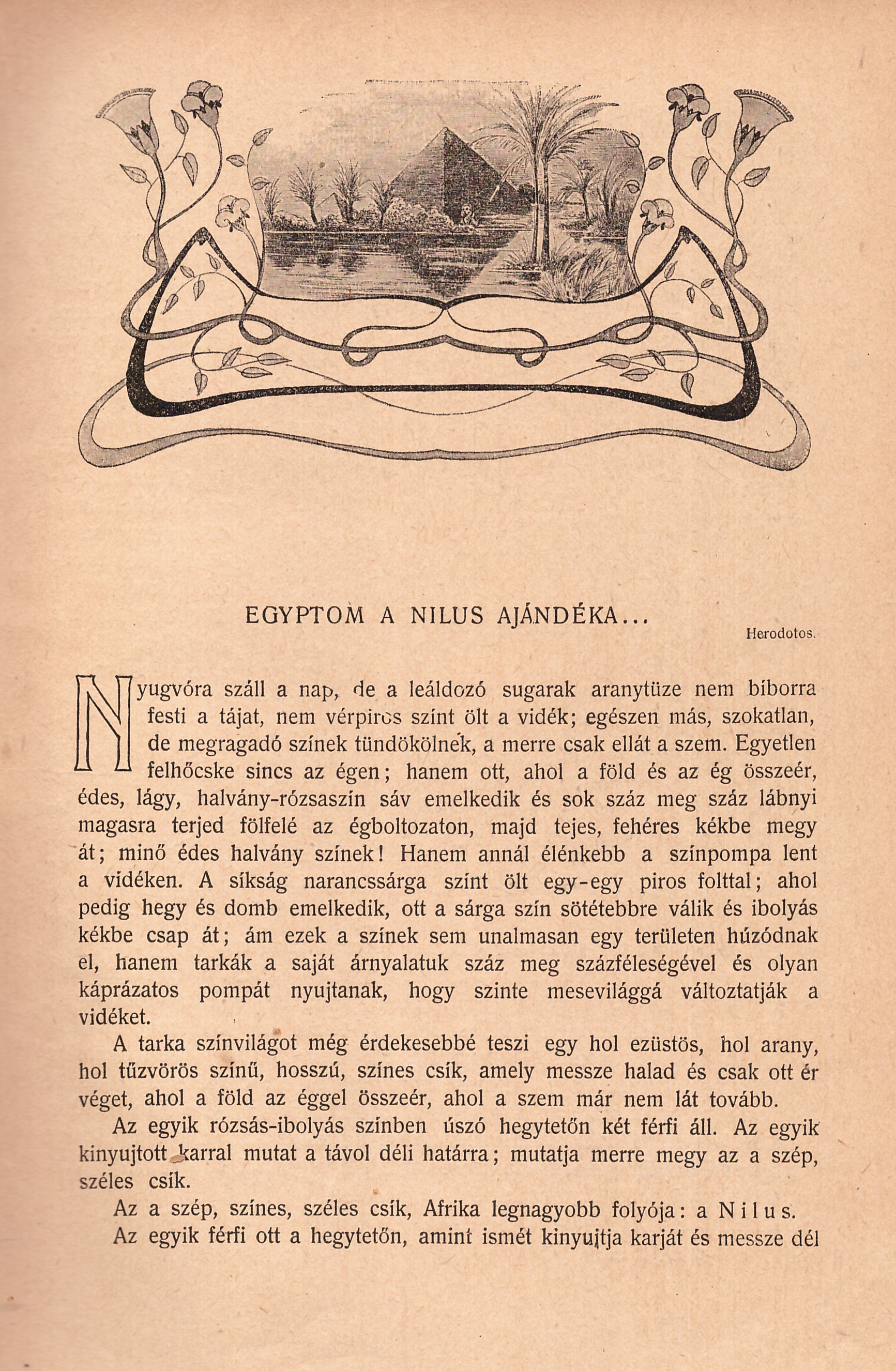
Fejezetdísz
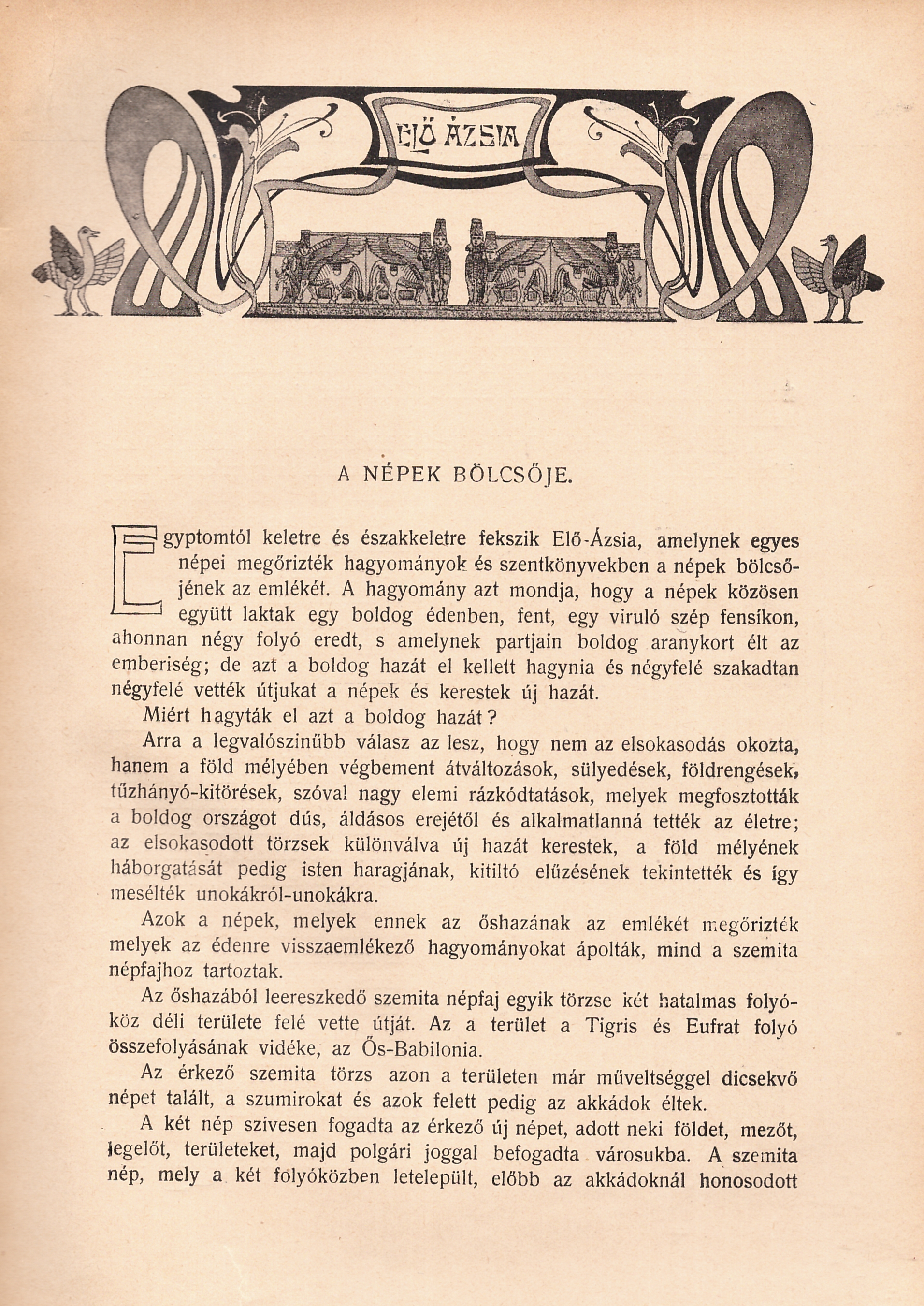
Fejezetdísz
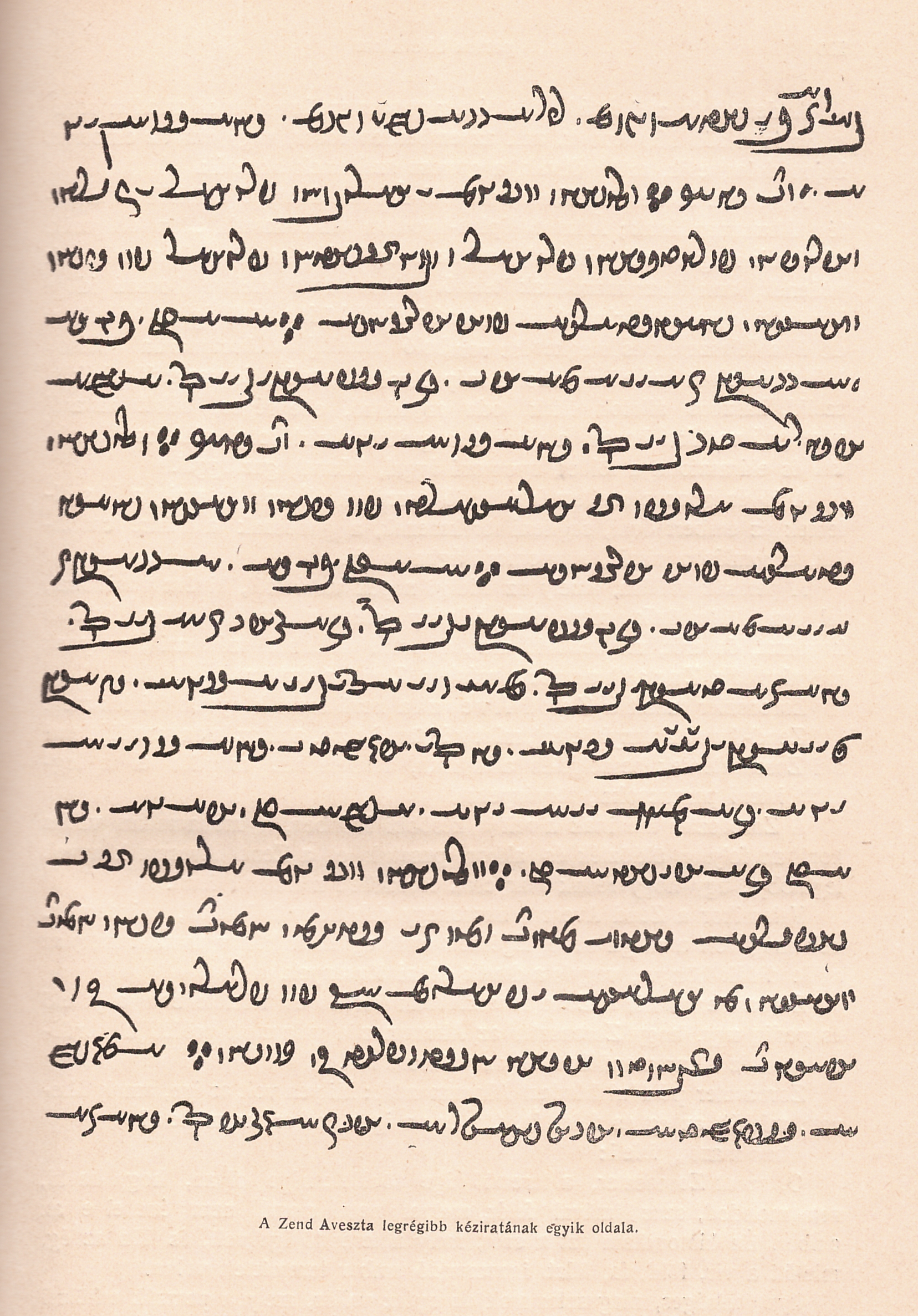
Szöveghasonmás
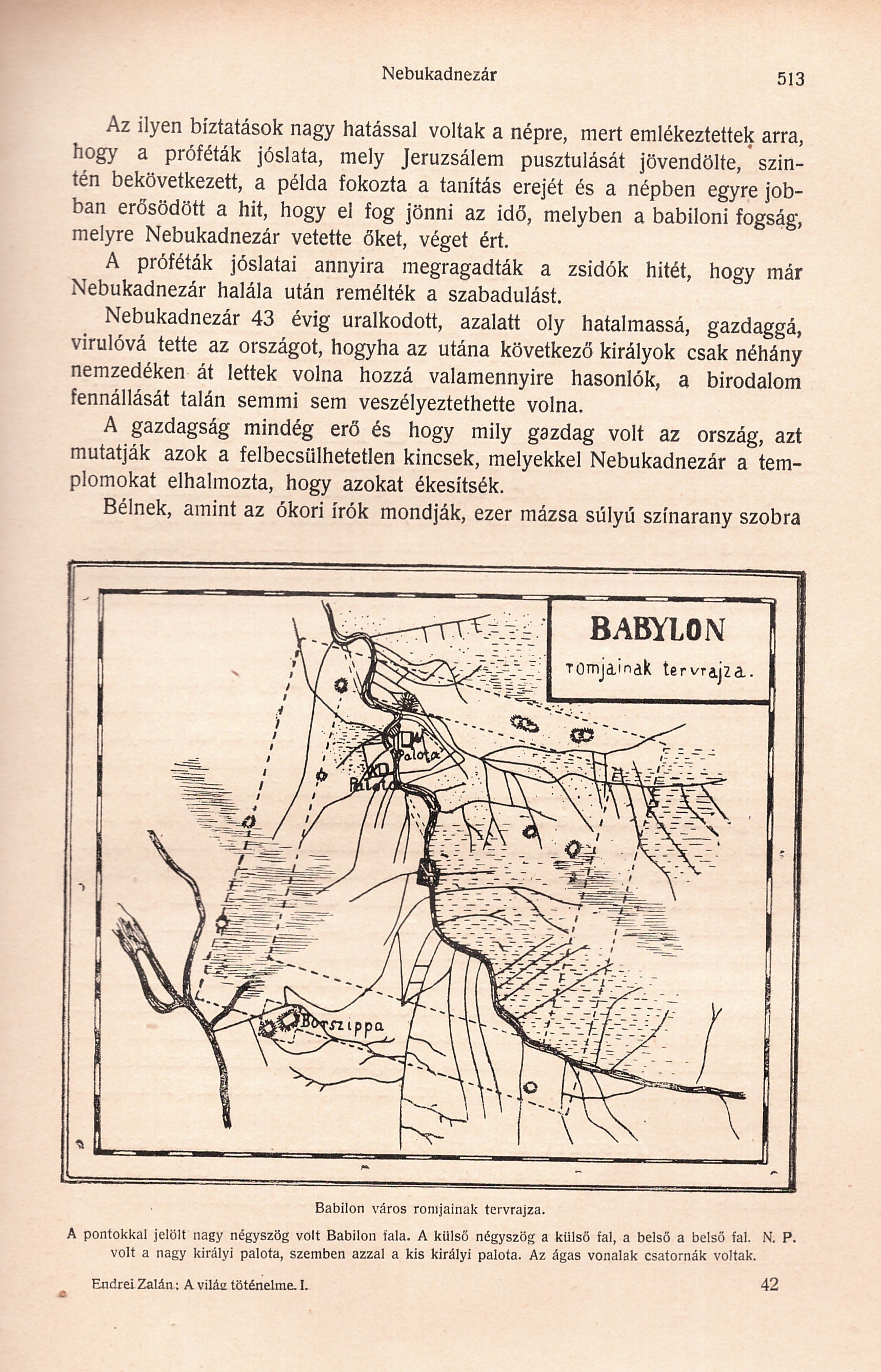
Térképvázlat
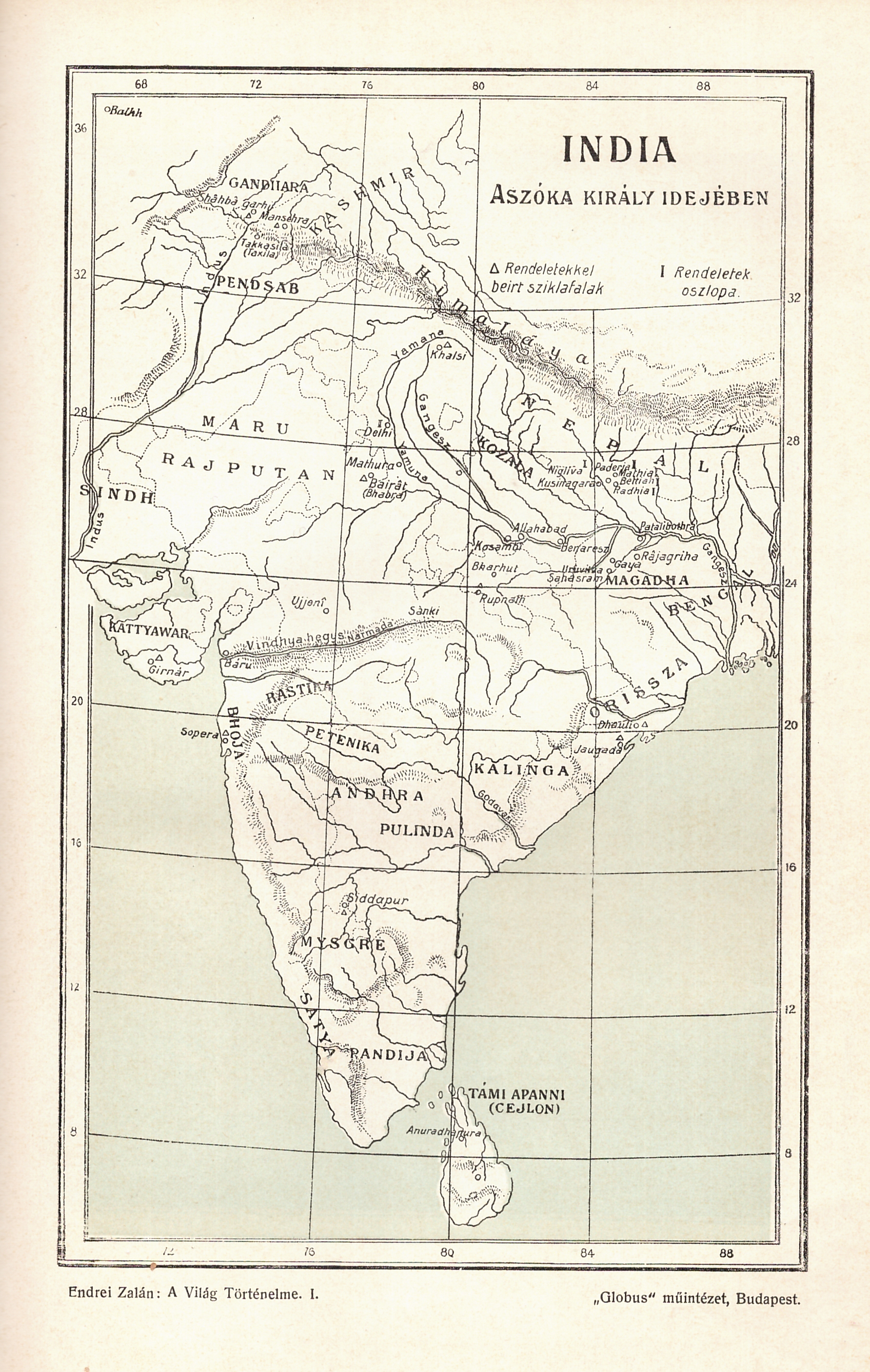
Egész oldalas térkép
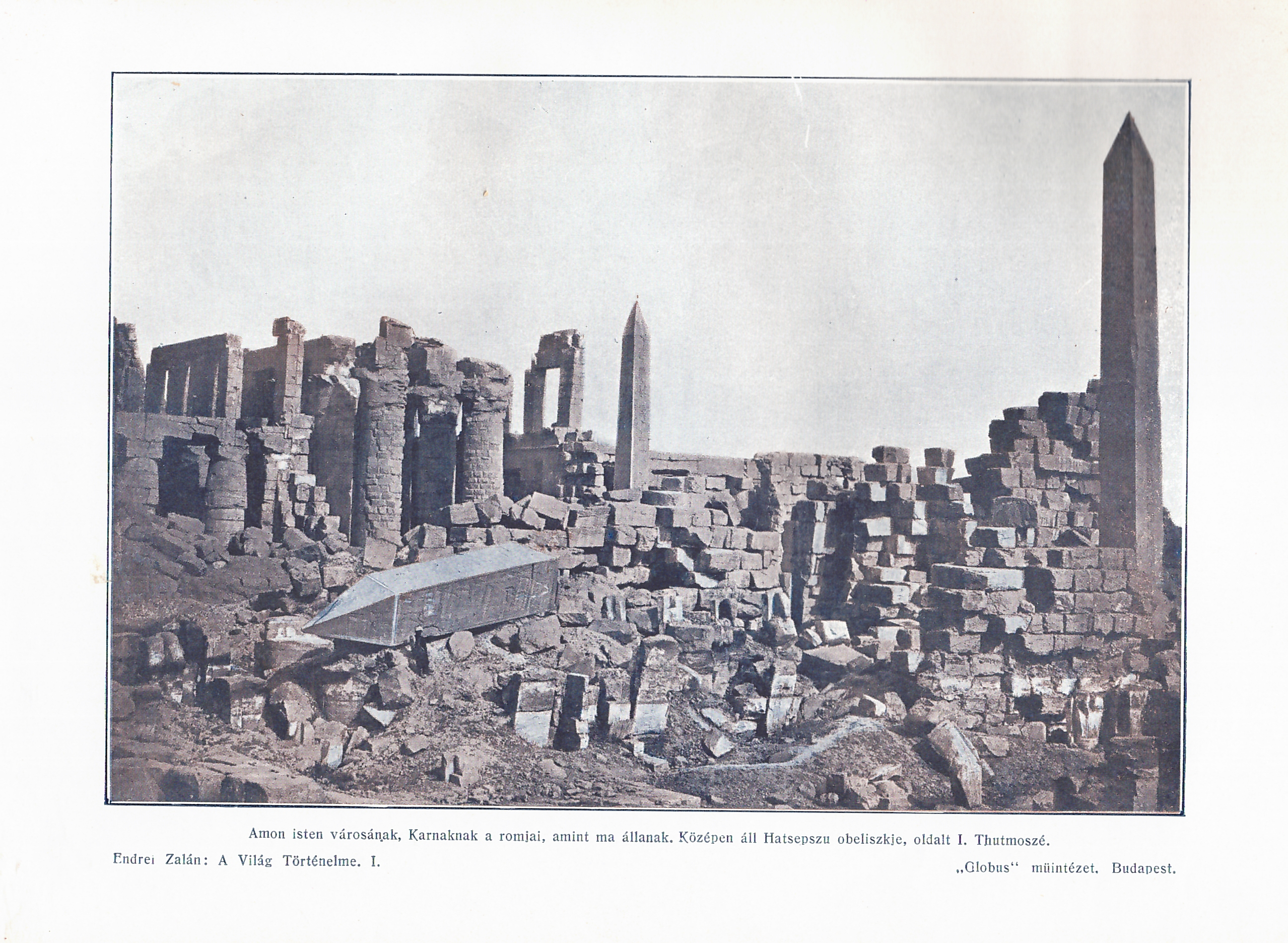
Egész oldalas fénykép (elforgatva)
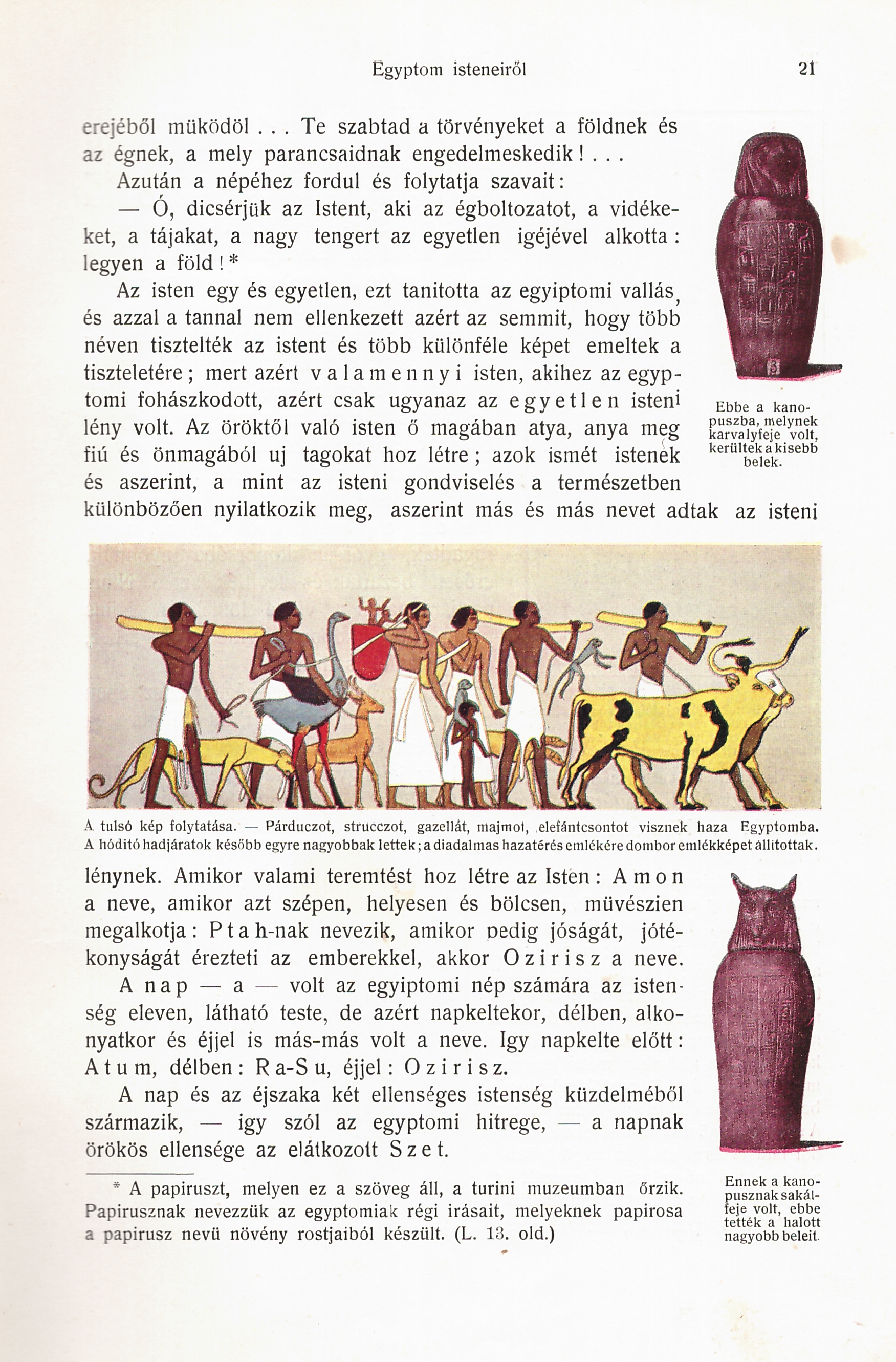
Színes szövegképek (másfajta papírra nyomva)
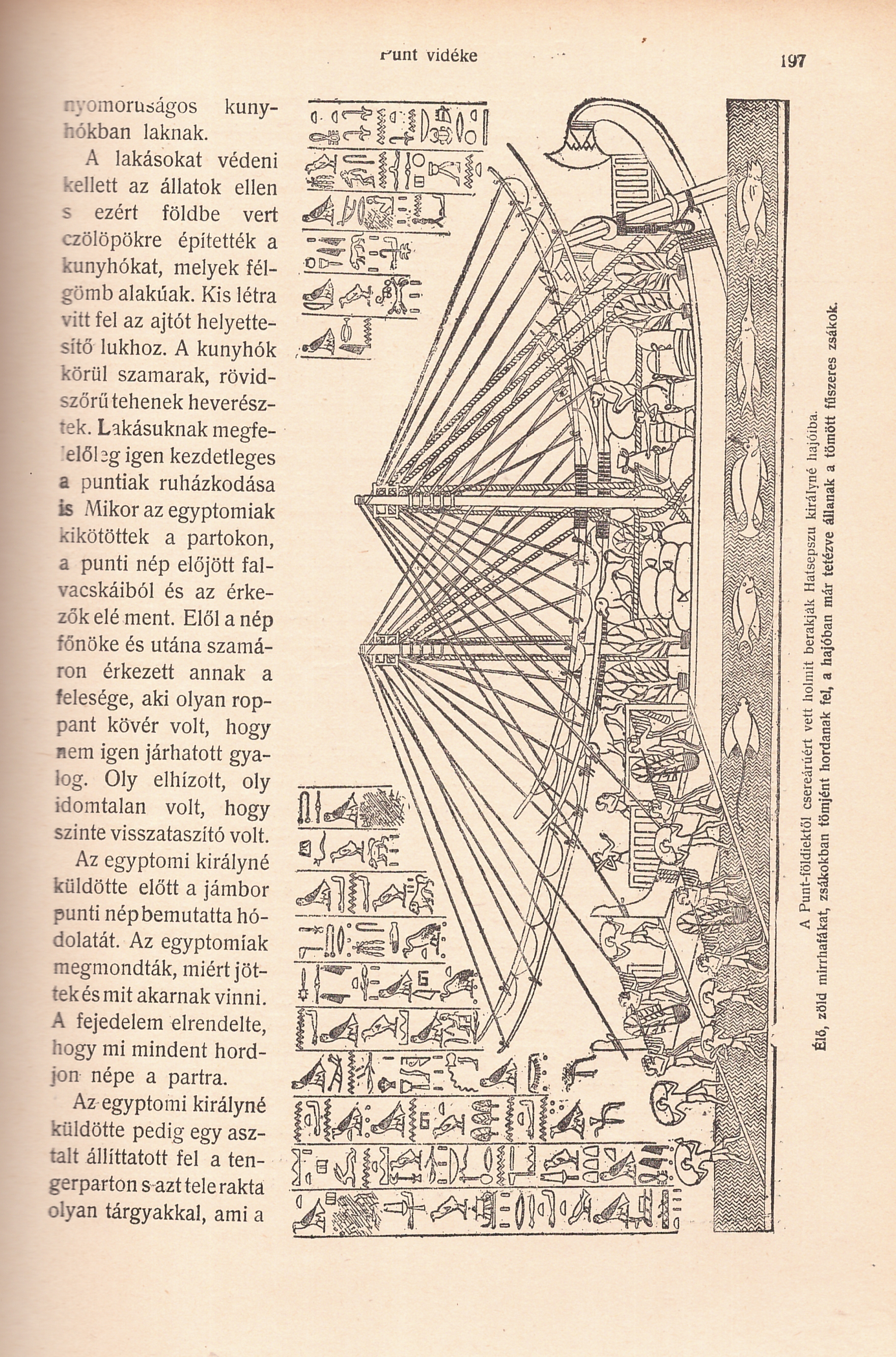
Szövegkép
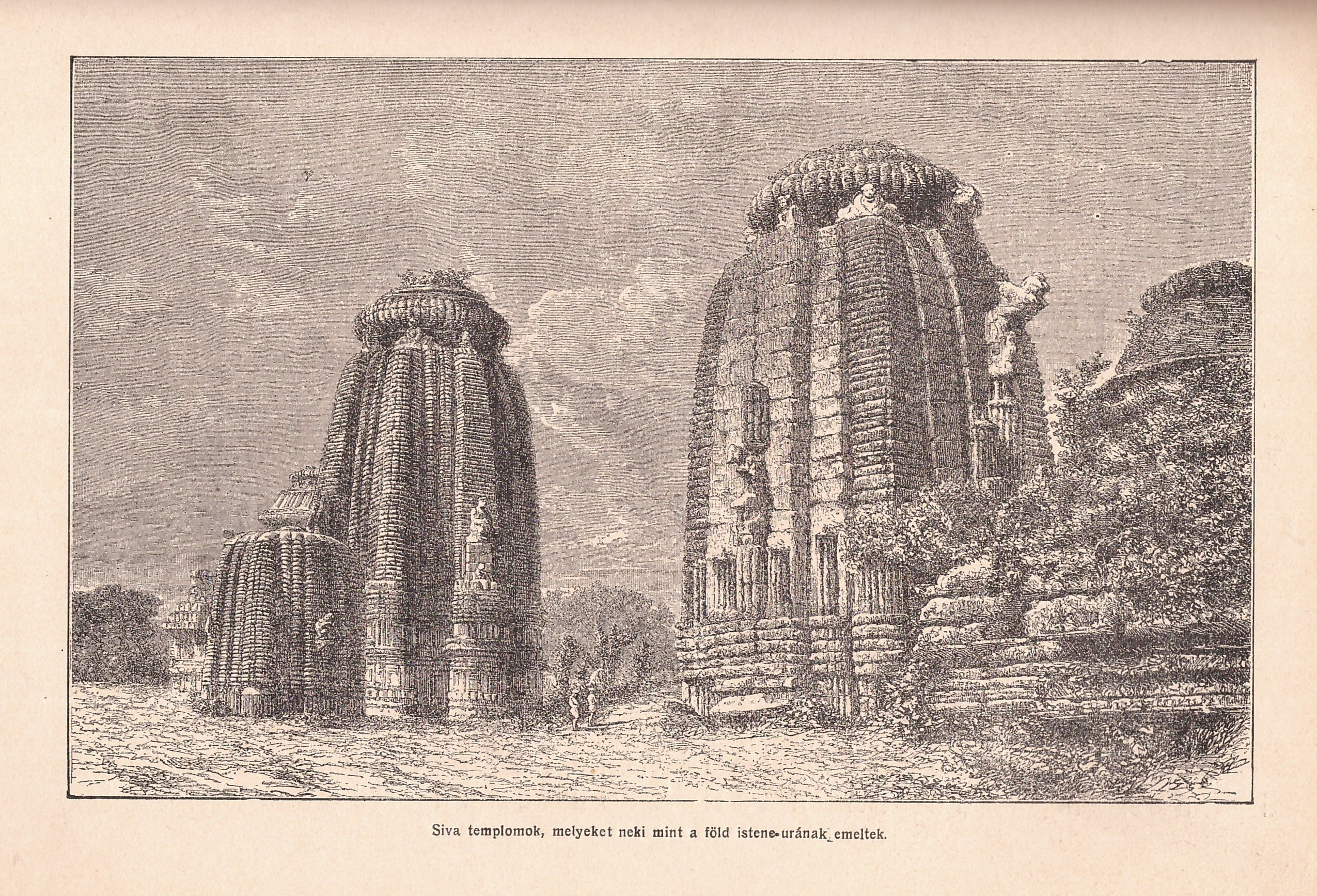
Egész oldalas kép (elforgatva)
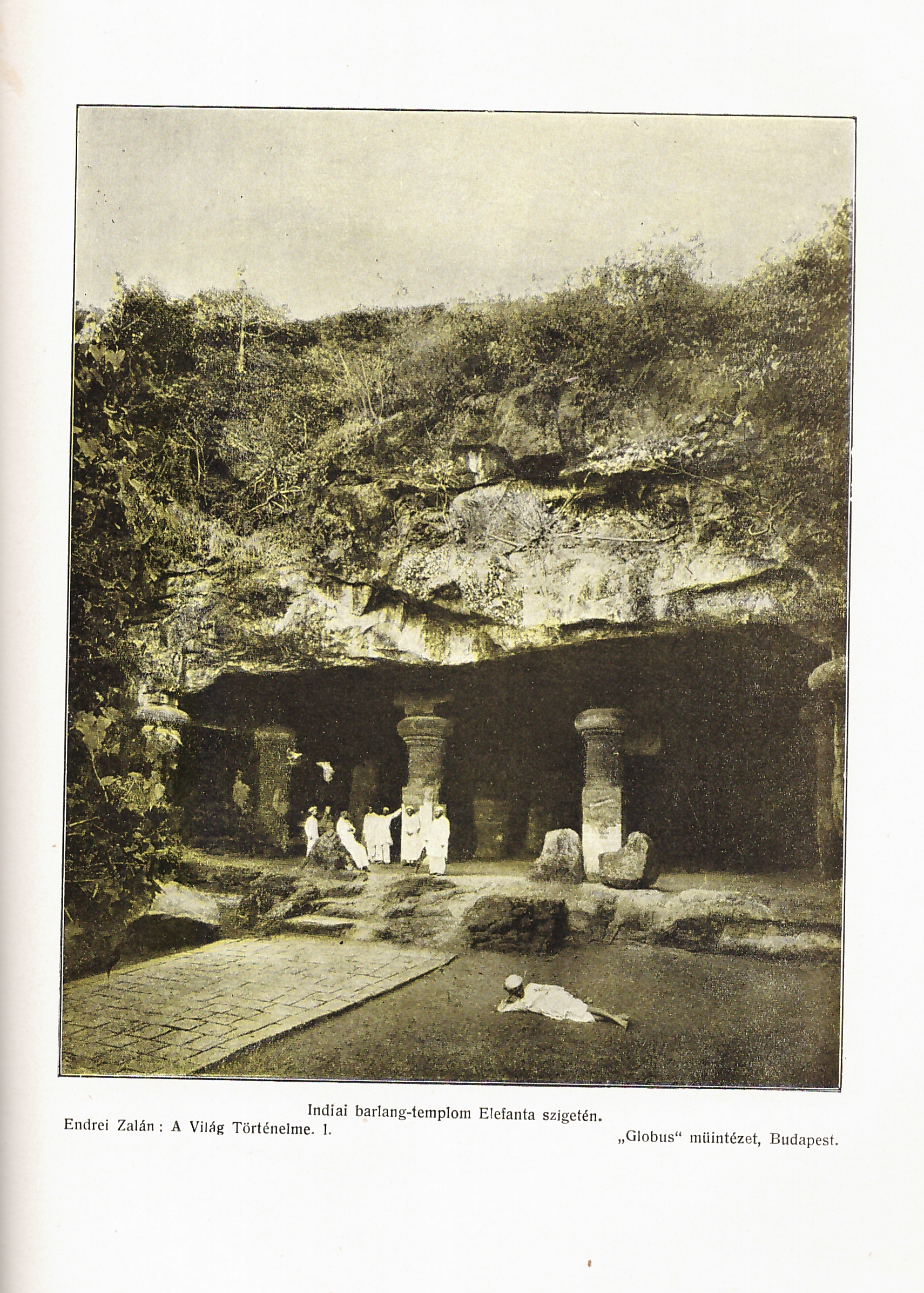
Egész oldalas fénykép

## Kötetbeosztás
| Gerincdísz | Kötetszám | Kötetcím | Korszak                      | Felölelt időszak             | Oldalszám | Kiadási év |
| ---------- | --- | --- | ---------------------------- | ---------------------------- | --------- | ---------- |
|            | I. kötet | A keleti népek Egyptom • Elő-Ázsia • Egyptom megujhodásának kora • Izrael népe • Assziria és Babilonia • A lidiai királyság • A méd királyság • Perzsa birodalom • India | Ókor I.                      | kb. Kr. e. 3000 – Kr. e. 330 | 750 o.    | 1906       |
| II. kötet  | Klasszikus népek I. rész – A görög népek története Görög mitológia • A görögök története                                                         | Ókor II. | kb. Kr. e. 1200 – Kr. e. 323 | 560 o.                       | 1906      |            |
| III. kötet | Klasszikus népek II. rész – A rómaiak története A köztársaság kora • A császárság kora • A császárság fénykora • A császárság hanyatlásának kora | Ókor III. | Kr. e. 753 – Kr. u. 337      | 506 o.                       | 1907      |            |
| IV. kötet  | A népvándorlás és keresztes háboruk kora A népvándorlás kora • A keresztes háboruk kora                                                          | Középkor | 337 – 1440                   | 604 o.                       | 1908      |            |
| V. kötet   | A felfedezések és a reformáczió kora | Újkor | 1440 – 1789                  | 444 o.                       | 1908      |            |
| VI. kötet  | Az emberi jogok győzedelmének kora A franczia forradalom • Napoleon • Nagy európai változások • I. Vilmos haláláig                               | Legújabb kor | 1789 – 1888                  | 138 o.                       | 1908      |            |